# Liga de Voleibol Superior Femenino 2007
La Liga de Voleibol Superior Femenino 2007 si è svolta nel 2007: al torneo hanno partecipato 10 franchigie portoricane e la vittoria finale è andata per la prima volta alle Valencianas de Juncos.

## Regolamento
La competizione prevede che le dieci squadre partecipanti si sfidino, per circa due mesi, senza un calendario rigido, fino a disputare ventidue partite ciascuna. Le prime otto classificate prendono parte ai quarti di finale, affrontandosi divise in due gironi da quattro squadre ciascuno, da cui le prime prime due classificate accedono alle semifinali e successivamente alla finale. Non sono previste retrocessioni.

## Squadre partecipanti
| - Criollas de Caguas - Divas de Aguadilla - Gigantes de Carolina - Indias de Mayagüez - Leonas de Ponce | - Llaneras de Toa Baja - Mets de Guaynabo - Pinkin de Corozal - Valencianas de Juncos - Vaqueras de Bayamón |

## Campionato

### Regular season

#### Classifica
| Pos. | Squadra               | Pt | G  | V  | P  | SV | SP | Ratio | PF | PS | Ratio |
| ---- | --------------------- | -- | -- | -- | -- | -- | -- | ----- | -- | -- | ----- |
| 1    | Indias de Mayagüez    | 38 | 22 | 19 | 3  | -  | -  | -     | -  | -  | -     |
| 2    | Pinkin de Corozal     | 36 | 22 | 18 | 4  | -  | -  | -     | -  | -  | -     |
| 3    | Valencianas de Juncos | 32 | 22 | 16 | 6  | -  | -  | -     | -  | -  | -     |
| 4    | Criollas de Caguas    | 28 | 22 | 14 | 8  | -  | -  | -     | -  | -  | -     |
| 5    | Vaqueras de Bayamón   | 24 | 22 | 12 | 10 | -  | -  | -     | -  | -  | -     |
| 6    | Llaneras de Toa Baja  | 18 | 22 | 9  | 13 | -  | -  | -     | -  | -  | -     |
| 7    | Gigantes de Carolina  | 18 | 22 | 9  | 13 | -  | -  | -     | -  | -  | -     |
| 8    | Leonas de Ponce       | 12 | 22 | 6  | 16 | -  | -  | -     | -  | -  | -     |
| 9    | Divas de Aguadilla    | 8  | 22 | 4  | 18 | -  | -  | -     | -  | -  | -     |
| 10   | Mets de Guaynabo      | 4  | 22 | 3  | 19 | -  | -  | -     | -  | -  | -     |

| Ammesse ai play-off scudetto - Girone A | Ammesse ai play-off scudetto - Girone B |

## Classifica finale
| Pos | Squadra               |
| --- | --------------------- |
| 1   | Valencianas de Juncos |
| 2   | Criollas de Caguas    |
| 3   | Indias de Mayagüez    |
| 4   | Pinkin de Corozal     |
| 5   | Vaqueras de Bayamón   |
| 6   | Llaneras de Toa Baja  |
| 7   | Gigantes de Carolina  |
| 8   | Leonas de Ponce       |
| 9   | Divas de Aguadilla    |
| 10  | Mets de Guaynabo      |

## Premi individuali
| Premio                   | Giocatrice                         | Squadra                                  |
| ------------------------ | ---------------------------------- | ---------------------------------------- |
| MVP dello All-Star Game  | Kimberly Glass Bethania de la Cruz | Pinkin de Corozal Vaqueras de Bayamón    |
| MVP della Regular Season | Saraí Álvarez                      | Indias de Mayagüez                       |
| MVP delle finali         | Karina Ocasio                      | Indias de Mayagüez                       |
| Miglior palleggiatrice   | Vilmarie Mojica                    | Pinkin de Corozal                        |
| Miglior libero           | Karla Laviera                      | Leonas de Ponce                          |
| Miglior ritorno          | Karla Laviera Jeannette Lugo       | Leonas de Ponce Indias de Mayagüez       |
| Rising star              | Dolly Meléndez                     | Vaqueras de Bayamón                      |
| Miglior esordiente       | Yeimily Mojica                     | Llaneras de Toa Baja                     |
| Migliore allenatore      | Xiomara Molero Henry Collazo       | Valencianas de Juncos Indias de Mayagüez |